# St. Johannes (Höttingen)

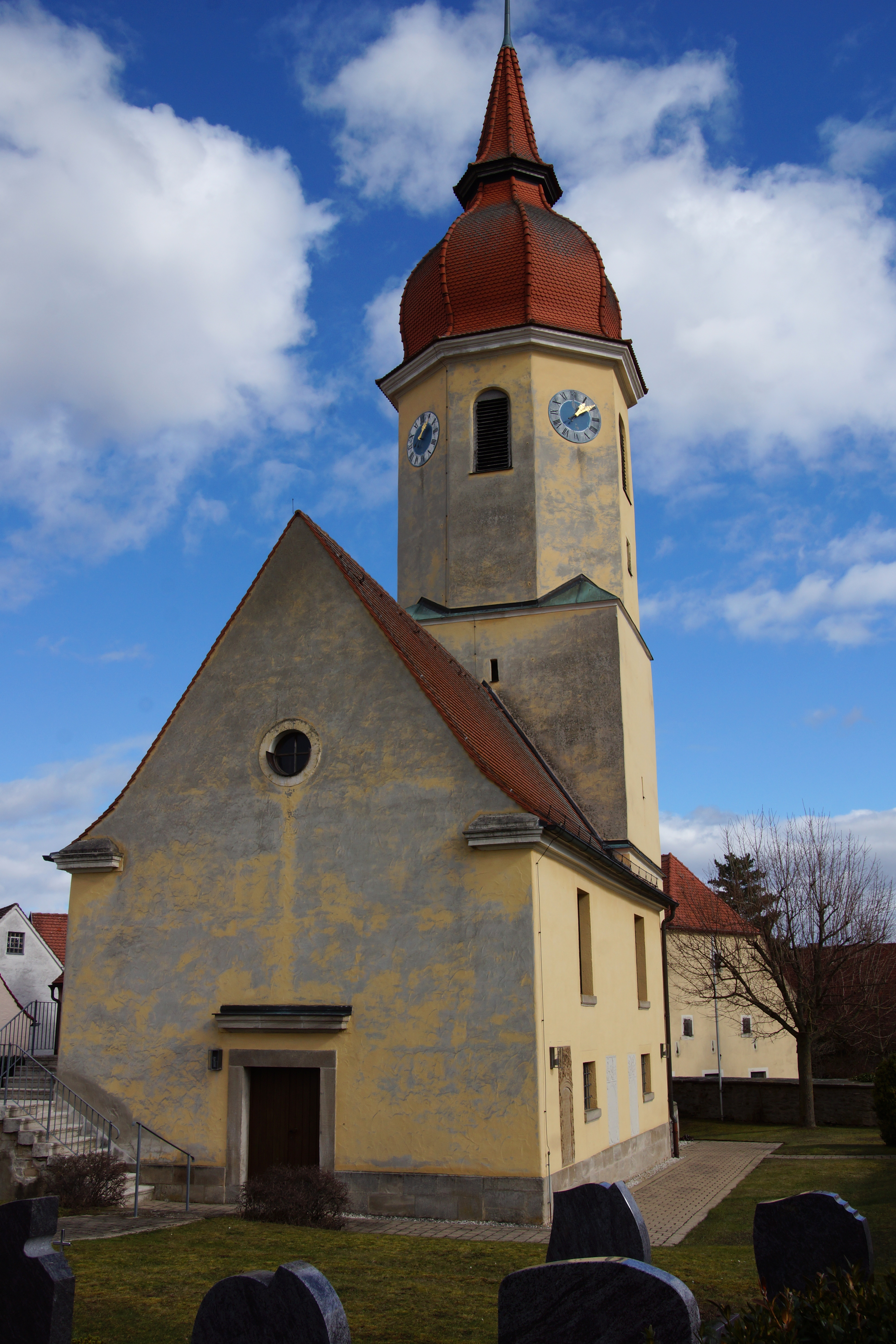
St. Johannes (Höttingen), Bild aufgenommen 2020

Die evangelische, denkmalgeschützte Pfarrkirche St. Johannes steht in Höttingen, einer bayerischen Gemeinde im mittelfränkischen Landkreis Weißenburg-Gunzenhausen. Das Bauwerk ist unter der Denkmalnummer D-5-77-141-1 als Baudenkmal in der Bayerischen Denkmalliste eingetragen. Die mittelalterlichen und frühneuzeitlichen untertägigen Bestandteile der Kirche sind zusätzlich als Bodendenkmal (Nummer: D-5-6932-0262) eingetragen. Das Patrozinium der Kirche ist der hl. Johannes der Täufer. Die Pfarrei gehört zum Evangelisch-Lutherischen Dekanat Weißenburg in Bayern im Kirchenkreis Nürnberg der Evangelisch-Lutherischen Kirche in Bayern. Das Bauwerk mit der Adresse Pfarrgasse 3 steht innerhalb des Höttinger Ortskerns umgeben vom Dorffriedhof auf einer Höhe von 430 Metern über NHN umgeben vom Dorffriedhof.

## Beschreibung

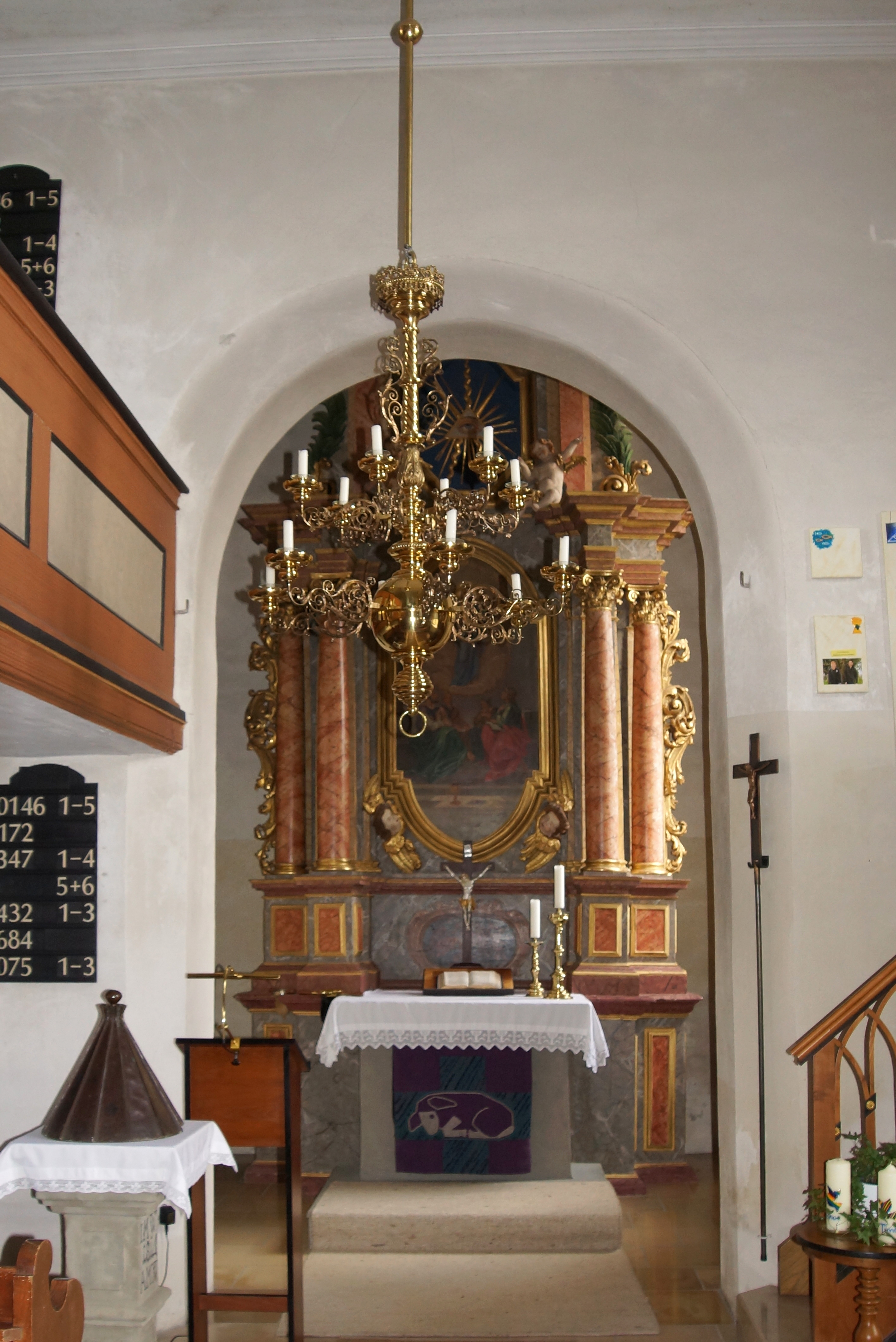
Blick auf den Chorraum

Die beiden unteren Geschosse des dreigeschossigen Chorturms sind mittelalterlich, das obere achteckige, das die Turmuhr und den Glockenstuhl mit zwei Kirchenglocken beherbergt, stammt aus dem 18. Jahrhundert. Bedeckt wurde er mit einer Welschen Haube. Das Langhaus wurde an ihn im 17. Jahrhundert angefügt. Der Innenraum des Chors, d. h. das Erdgeschoss des Chorturms, ist mit einem Kreuzrippengewölbe überspannt, der des Langhauses mit einer Flachdecke. Der Altar wurde im späten 17. Jahrhundert aufgestellt, die Kanzel um 1817 gebaut.